# Gvardinița, Mehedinți
Gvardinița este un sat în comuna Bălăcița din județul Mehedinți, Oltenia, România.
Pârâul Desnățui trece si prin acest sat.
În acest sat în anul 2014 premierul României de pe atunci , Victor Ponta a vizitat satul în urma inundaților petrecute.